# Santana Zabalza
Santana Estanislao Zabalza (Chillar, Buenos Aires, 30 de diciembre de 1924–Benito Juárez, 25 de junio de 1993) fue un político del partido bonaerense Benito Juárez, que ejerció el cargo de intendente en dos oportunidades, aunque no logró culminar ninguna de las dos gestiones: en la primera fue desplazado por la Junta Militar en 1976; y luego, años después de la restauración de democracia, volvió a ejercer pero falleció estando en el cargo.
Ganó las elecciones locales de 1973 el 11 de marzo, con el 34,61% de los votos por el Partido Intransigente, superando por tan solo 32 sufragios  al candidato del Frente Justicialista de Liberación. Asumió meses más tarde, en mayo. Se mantuvo en el cargo hasta el 24 de marzo de 1976, cuando la Junta Militar tomó de facto el poder en todo el país, en el autodenominado Proceso de Reorganización Nacional.
Años más tarde con la restauración de la democracia, Zabalza ganó las elecciones municipales de 1991 con el 30,92%, compitiendo por el partido Frente para la Justicia Social, volviendo a la intendencia en diciembre de 1991. Falleció en el cargo en junio de 1993.
Previo a la intendencia Santana se desempeñó como concejal en el Honorable Concejo Deliberante de Benito Juárez: en los periodos 1963 a 1965 y 1965 a 1969.

## Homenajes póstumos y legado
En 2012, el Honorable Concejo Deliberante del partido de Benito Juárez resolvió nombrar la casa estudiantil municipal en la ciudad bonaerense de La Plata como «Casa Juárez Intendente Santana E. Zabalza», al cumplirse 20 años de su fallecimiento. En el decreto, se destaca que el intendente en el momento de la compra, aportó fondos propios como adelanto para hacerse del inmueble. El acto de imposición tomó lugar en junio de 2013, en el vigésimo aniversario de fallecimiento de Santana.
En Benito Juárez, una de las principales avenidas lleva impuesto su nombre.

## Vida personal
Santana se casó con María Nelia Sarramone, con quien tuvo siete hijos: Oscar, Nelia, Carlos, Horacio, Adriana, Daniel y Mario. Parte del seno de una familia numerosa, con 13 hermanos.